# Enonkoski
Enonkoski är en kommun i landskapet Södra Savolax i Finland. Enonkoski har 1 362 invånare och har en yta på 419,19 km².
Enonkoski är enspråkigt finskt.

## Politik

### Mandatfördelning i Enonkoski kommun, valen 1976–2021
| 7 | 2 | 11 | 1 |

| 6 | 2 | 11 | 1 | 1 |

| 6 | 3 | 10 | 1 | 1 |

| 7 | 3 | 8 | 2 | 1 |

| 7 | 3 | 8 | 2 | 1 |

| 8 | 10 | 2 | 1 |

| 6 | 10 | 1 |

| 7 | 9 | 1 |

| 7 | 10 |

| 7 | 9 | 1 |

| 12 | 5 |

| 6 | 1 | 9 | 1 |

| 10 | 7 |

| 5 | 1 | 10 | 1 |

| 11 | 6 |

| 1 | 5 | 1 | 9 | 1 |

| 10 | 7 |

## Demografi

### Befolkningsutveckling
| Befolkningsutvecklingen i Enonkoski kommun 1975–2020                                                         | Befolkningsutvecklingen i Enonkoski kommun 1975–2020 | Befolkningsutvecklingen i Enonkoski kommun 1975–2020 | Befolkningsutvecklingen i Enonkoski kommun 1975–2020 | Befolkningsutvecklingen i Enonkoski kommun 1975–2020 |
| --- | ---------------------------------------------------- | ---------------------------------------------------- | ---------------------------------------------------- | ---------------------------------------------------- |
| |                                                      |                                                      |                                                      |                                                      |
| År |                                                      |                                                      | Folkmängd                                            |                                                      |
| 1975 | 1975                                                 |                                                      | 2 189                                                |                                                      |
| 1980 | 1980                                                 |                                                      | 2 029                                                |                                                      |
| 1985 | 1985                                                 |                                                      | 2 225                                                |                                                      |
| 1990 | 1990                                                 |                                                      | 2 217                                                |                                                      |
| 1995 | 1995                                                 |                                                      | 2 093                                                |                                                      |
| 2000 | 2000                                                 |                                                      | 1 871                                                |                                                      |
| 2005 | 2005                                                 |                                                      | 1 713                                                |                                                      |
| 2010 | 2010                                                 |                                                      | 1 615                                                |                                                      |
| 2015 | 2015                                                 |                                                      | 1 473                                                |                                                      |
| 2020 | 2020                                                 |                                                      | 1 369                                                |                                                      |
| Anm: Uppgifterna avser förhållandena den 31 december nämnda år enligt områdesindelningen den 1 januari 2022. |                                                      |                                                      |                                                      |                                                      |

### Språk
Befolkningen efter språk (modersmål) den 31 december 2022. Finska, svenska och samiska räknas som inhemska språk då de har officiell status i landet. Resten av språken räknas som främmande. För språk med färre än 10 talare är siffran dold av Statistikcentralen på grund av sekretesskäl.
| Språk                        | Talare 2022-12-31 | Talare 2022-12-31 |
| Språk                        | Antal             | Andel (%)         |
| ---------------------------- | ----------------- | ----------------- |
| Hela befolkningen            | 1 341             | 100,0             |
| Inhemska språk totalt        | 1 291             | 96,3              |
| Finska                       | 1 289             | 96,1              |
| Svenska                      | 2                 | 0,1               |
| Främmande språk totalt       | 50                | 3,7               |
| Ryska                        | 35                | 2,6               |
| Språk med färre än 10 talare | 15                | 1,1               |

|  | Finska (96,1 %) |

|  | Svenska (0,1 %) |

|  | Främmande språk (3,8 %) |

|  | Finska (96,1 %) |

|  | Svenska (0,1 %) |

|  | Främmande språk (3,8 %) |